# Paul Ottosson
Nils Jörgen Paul Ottosson, född 25 februari 1966 i Lönsboda i Skåne och uppväxt där, är en svensk ljudtekniker. 
Ottosson har sedan 1992 varit verksam i filmbranschen i USA. Han erhöll vid Oscarsgalan 2010 två Oscars för Bästa ljudredigering och Bästa ljud till filmen The Hurt Locker (2008). Han fick ytterligare en Oscar för ljudredigering vid Oscarsgalan 2013 för Zero Dark Thirty (2012). Efter att ha vunnit tre Oscars tangerar Ottosson nu Ingrid Bergmans svenska rekord med antalet Oscarsvinster.
Han är bosatt i Los Angeles sedan 1987.